# Battaglia di Konary
La battaglia di Konary fu uno scontro combattuto dal 16 maggio al 23 giugno 1915 ad ovest di Sandomierz tra l'Esercito imperiale russo e le forze delle "Legioni polacche" sotto il comando di Józef Piłsudski incorporate nell'Esercito austro-ungarico.
La battaglia incominciò quando la 4ª Armata russa iniziò la sua controffensiva contro gli Imperi centrali in Polonia. L'offensiva era diretta contro l'ala della 25ª Divisione di fanteria austro-ungarica, che in quel momento si trovava nelle zone intorno a Opatów e Klimontów. Di risposta fu impiegata la 1ª Brigata polacca al fine di fermare la spinta della 4ª Armata. La brigata trattenne il nemico fino al 23 giugno, quando l'offensiva russa fu finalmente respinta.
Entrambi gli schieramenti registrarono perdite molto pesanti.